# Kathedrale St. Maria Königin (Iași)

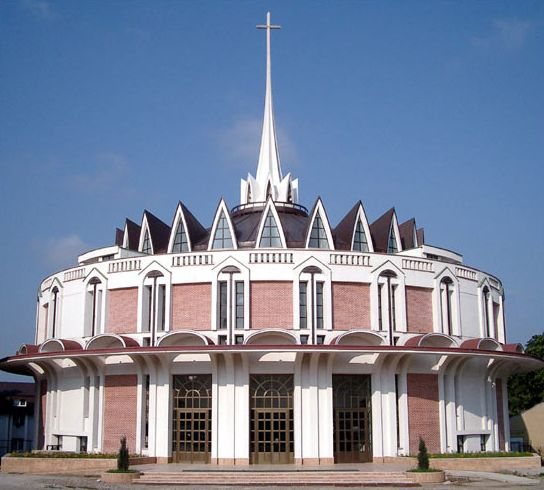
Kathedrale Maria Königin

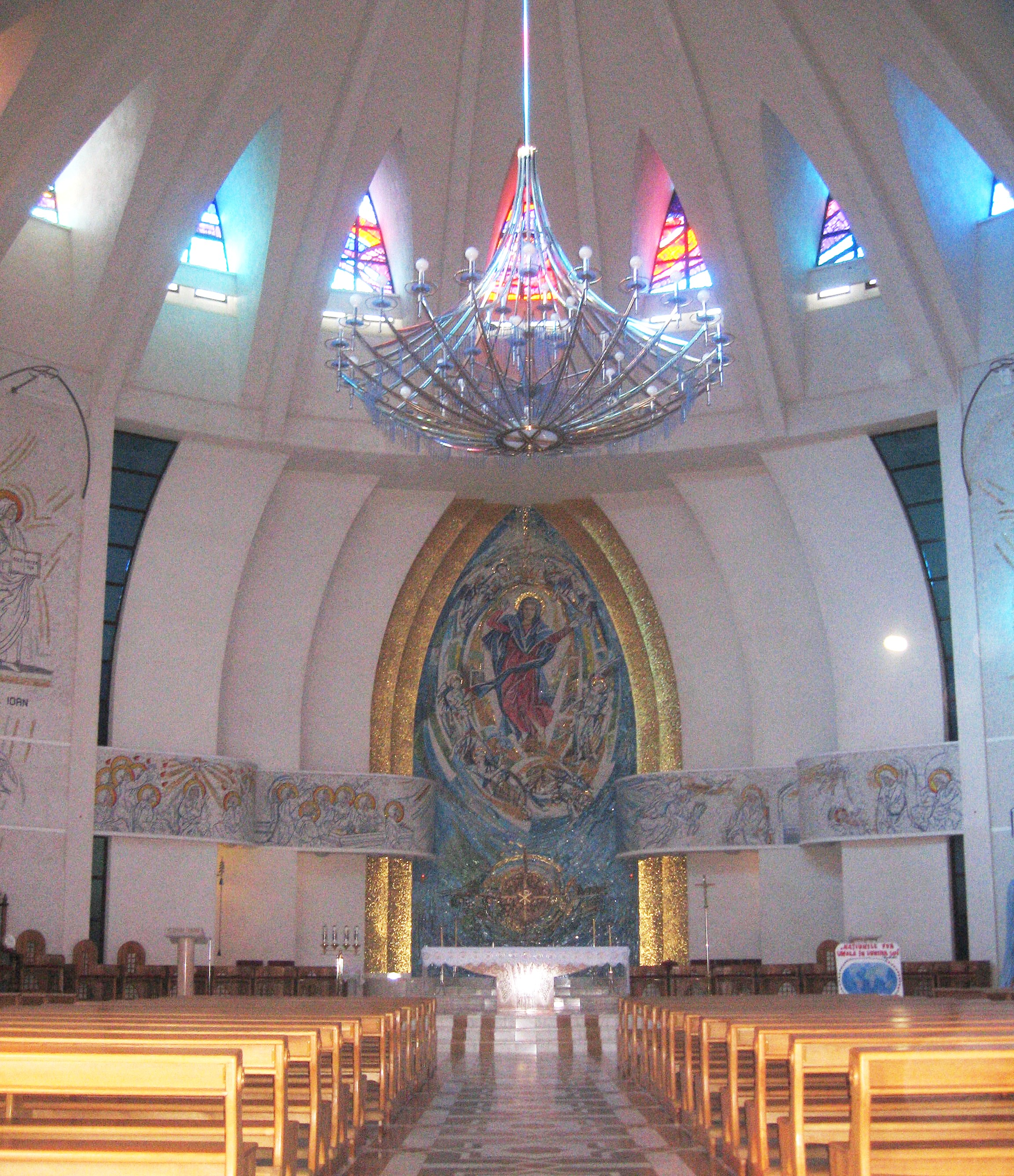
Inneres

Die Kathedrale St. Maria Königin (rumän. Catedrala Sfânta Fecioară Maria Regină) in der rumänischen Stadt Iași (Jassy, Region Moldau) ist die Bischofskirche des römisch-katholischen Bistums Iași. Das am 1. November 2005 geweihte Gotteshaus befindet sich in unmittelbarer Nachbarschaft der früheren Kathedrale St. Mariä Himmelfahrt aus dem 18. Jahrhundert.

## Geschichte
Iași war im Lauf der Jahrhunderte mehrfach mit Unterbrechungen Sitz römisch-katholischer Bischöfe mit unterschiedlicher kanonischer Stellung und jurisdiktioneller Zuständigkeit. Die Mariä-Himmelfahrt-Kathedrale wurde im 18. Jahrhundert im Barockstil erbaut und, nach der definitiven Errichtung des Bistums 1884, grundlegend restauriert und erweitert. Trotz massiver Repression durch das kommunistische Regime genügte sie für Diözese und Ortsgemeinde schließlich nicht mehr, und seit dem Erdbeben von 1977, bei dem sie schwere Schäden erlitt, wurde ein Neubau geplant. Die Realisierung wurde erst mit dem Ende des Kommunismus 1990 möglich. 1992 erfolgte die Grundsteinlegung.

## Architektur und Ausstattung
Die Maria-Königin-Kathedrale ist ein Zentralbau auf kreisrundem Grundriss mit einem Außendurchmesser von 38 m. Sie ist von einer flachen Kuppel überwölbt, die von 24 dreieckigen Fenstergauben umringt ist, so dass der Eindruck einer Krone entsteht. Auf dem Scheitel der Kuppel steht ein schlanker kreuzbekrönter Dachreiter, den acht Fenstergauben umgeben.
Auch im Inneren spielt die Symbolzahl 24 mit ihren Teilern 12, 8, 4 und 3 eine gestaltungsleitende Rolle, etwa bei der Zahl der Streben und Säulen, der Emporen und Fenster und der Fußbodengestaltung. Ein großflächiges Mosaik auf der Altarrückwand zeigt die erhöhte Gottesmutter Maria, umgeben von Engeln. Die Themen der Buntglasfenster sind Schöpfung, Erlösung und die sieben Sakramente. Der zentrale Kronleuchter ist als Spiegelbild der Kuppel konzipiert.
Die Kathedrale bietet, einschließlich der Emporen, etwa 1000 Menschen Platz. Sie bildet mit der alten Kirche, den Diözesangebäuden sowie den umgebenden Freiflächen ein Ensemble, das zu besonderen Anlässen auch die Liturgiefeier unter freiem Himmel erlaubt.